# مشيرب قلب الدوحة
مشيرب قلب الدوحة هي مدينة مخططة في الدوحة ، قطر يتم بناؤها في مكان منطقة مشيرب الحالية. يتم الترويج لها باعتبارها أول مشروع لتجديد وسط مدينة مُستدام في العالم وواحدة من أذكى المدن على وجه الأرض، وتقع في موقع استراتيجي في قلب الدوحة. بدأ البناء الأولي في يناير 2010. يقع المشروع في وسط العاصمة القطرية، ومن المقرر أن يشغل مساحة 310 آلاف متر مربع، بتكلفة إجمالية للبناء تصل إلى حوالي 5.5 مليار دولار. تم إطلاقه على ست مراحل  بواسطة شركة مشيرب العقارية، وهي شركة تابعة لمؤسسة قطر .
يعد هذا المشروع أحد المشاريع الرائدة لشركة مشيرب العقارية، ويهدف إلى الحفاظ على منطقة وسط المدينة التاريخية في الدوحة. ساعدت Orange Business في تحويل المشروع الرائد وحصلت أيضًا على جائزة في مؤتمر Smart City العالمي في برشلونة. تُمنح هذه الجائزة تقديراً لأكثر مشاريع المدن الذكية ابتكاراً ونجاحاً والتي يتم تنفيذها وتطويرها في مجالات الحوكمة والمالية.

## نظرة عامة على المشروع
مشيرب تعني «مكان شرب الماء» في اللغة العربية. وهو مشروع بقيمة 20 مليار ريال قطري (5.5 مليار دولار أمريكي، 4.18 مليار يورو)،  ويغطي مساحة 31 هكتار (77 أكر) (310,000 متر مربع) ويوفر مساحة أرضية قصوى تبلغ 764,176 مترًا مربعًا.

## مراحل البناء
تتكون المدينة من ست مراحل بناء: المرحلة 1أ، المرحلة 1ب، المرحلة 1ج، المرحلة 2، المرحلة 3 والمرحلة 4.
تم منح عقد المرحلة 1أ إلى اتحاد مكون من شركة هيونداي للهندسة والإنشاءات وشركة حمد بن خالد للمقاولات.
وفي عام 2024، أعلنت شركة مشيرب العقارية عن استكمال أعمال المرحلة الرابعة من المشروع، والتي شملت افتتاح مبانٍ سكنية وتجارية ومساحات مخصصة للبيع بالتجزئة، لتُكمل بذلك مراحل التطوير الأساسية للمشروع.

## موقع
يقع مشروع مشيرب قلب الدوحة في منطقة محمد بن جاسم – وسط الدوحة، ويحده:
- طريق الريان شمالا؛
- شارع جاسم بن محمد إلى الشرق؛
- شارع مشيرب إلى الجنوب؛
- شارع الديوان (جزء من الطريق الدائري أ) إلى الغرب.

يقع موقع مشروع مشيرب على مقربة من الديوان الأميري، مقر الحكومة القطرية وقصر الحاكم . ويقع الموقع أيضًا بجوار سوق واقف المعاد تطويره، وهو مخطط ناجح متعدد الاستخدامات يعتمد على سوق قطري تقليدي وقلعة الكوت التاريخية.

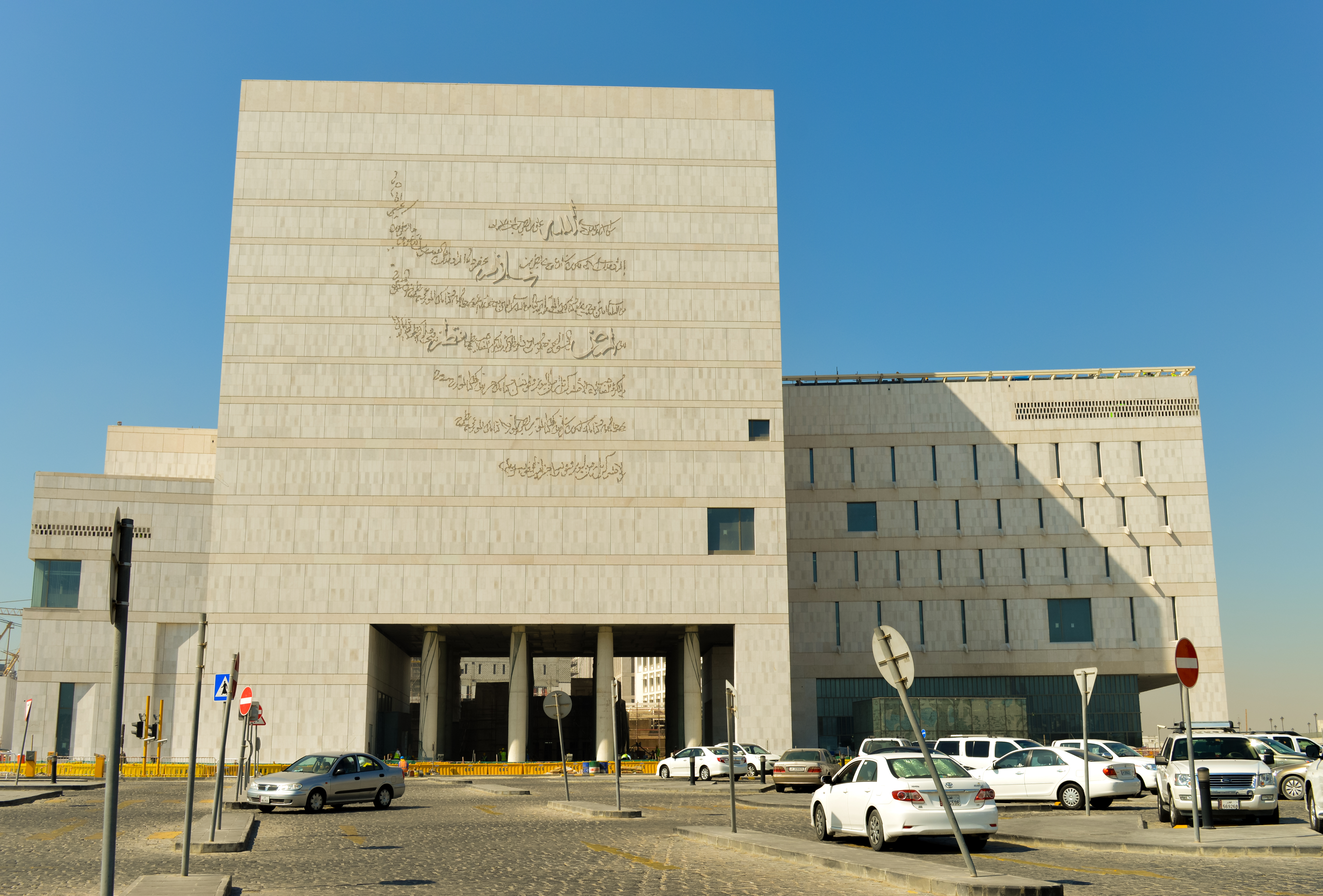
مبنى الأرشيف الوطني القطري في حي الديوان الأميري.

#### حي تراثي

متاحف مشيرب في الحي التراثي.

## الاستدامة
تشكل الاستدامة عنصراً أساسياً في مشروع مشيرب، سواء من حيث الحفاظ على الموارد الطبيعية أو جودة تصميمه.
ستستهدف جميع المباني الحصول على تصنيف ذهبي متوسط بموجب نظام شهادة LEED (الريادة في الطاقة والتصميم البيئي) المعترف به دولياً والذي طوره مجلس المباني الخضراء في الولايات المتحدة ، في حين ستستهدف العديد من المباني الحصول على تصنيف بلاتيني.
يتميز المشروع بأكمله بتصميم مستدام يستهلك موارد أقل، ويولد نفايات أقل، وتكلفة تشغيل أقل، وتحقيق بصمة كربونية أقل.
بعض جوانب الاستدامة:
- تم تصميم الشوارع داخل مشيرب لتستقبل النسمات الباردة من الخليج وتجنيب معظم طرق المشاة أشعة الشمس الحارقة.
- يتم تجميع المباني بحيث تظلل بعضها البعض، ويتم استخدام الألوان الفاتحة لتقليل متطلبات التبريد.
- مواد بناء صديقة للبيئة، جدران أكثر سماكة، زجاج عازل للحرارة يمنع فقدان الحرارة ويحافظ على درجة الحرارة الداخلية، مما يؤدي إلى تقليل استخدام الطاقة للتبريد.
- تدمج المدينة 6,400 لوح شمسي لتوليد الكهرباء و1,400 لوح لتسخين المياه، إلى جانب أنظمة معالجة مياه للتبريد والري. وتُستخدم تدابير توفير الطاقة، مثل الزجاج العازل والجدران السميكة.[13]
- 30% تخفيض في استهلاك الطاقة نتيجة تحسين أغلفة المباني من جدران ونوافذ، ونوافذ غائرة، ومحطة تبريد ذات الكفاءة العالية.[14]
- تم تجهيز مباني المشروع بأكثر من 6,400 لوحة شمسية، تُسهم في توليد 25% من إجمالي الطاقة المستخدمة، بالإضافة إلى أنظمة لاستعادة مياه الأمطار وتدويرها، مما يعكس التزام “مشيرب” بالاستدامة البيئية.[15]

## صور

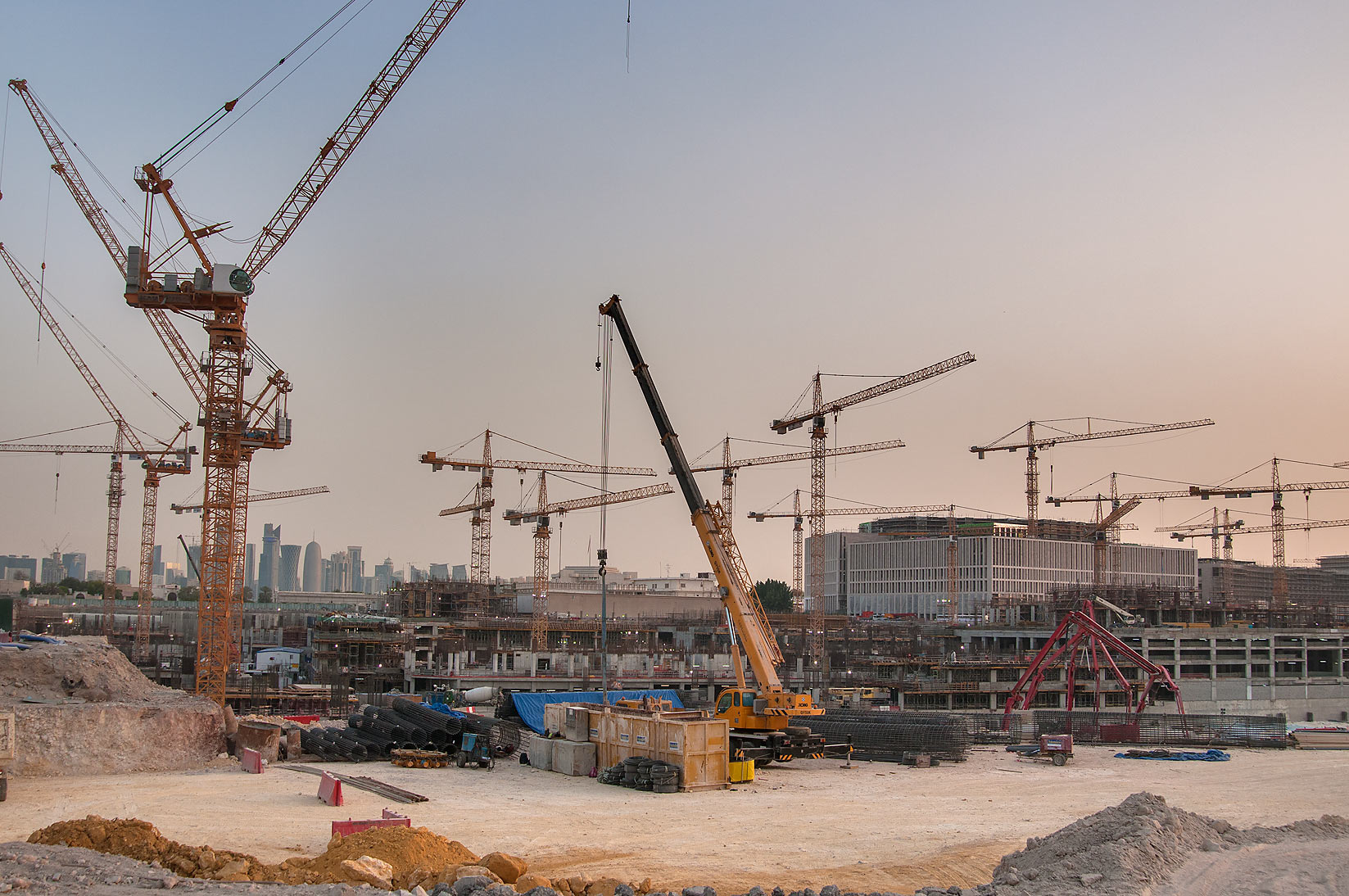
أعمال البناء في مشيرب قلب الدوحة في عام 2013م
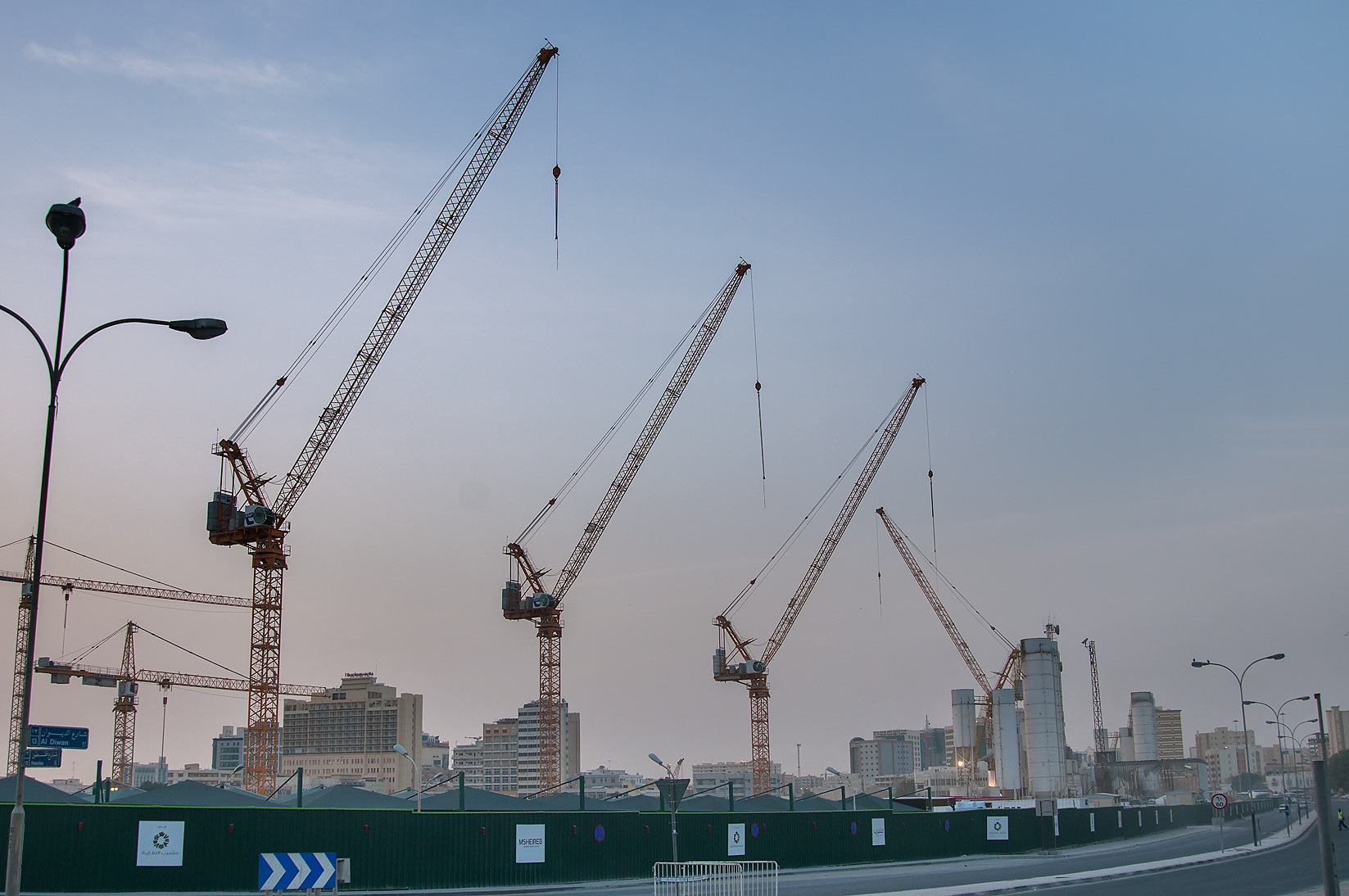
منظر جانبي للبناء في مشيرب قلب الدوحة عام ٢٠١٣م
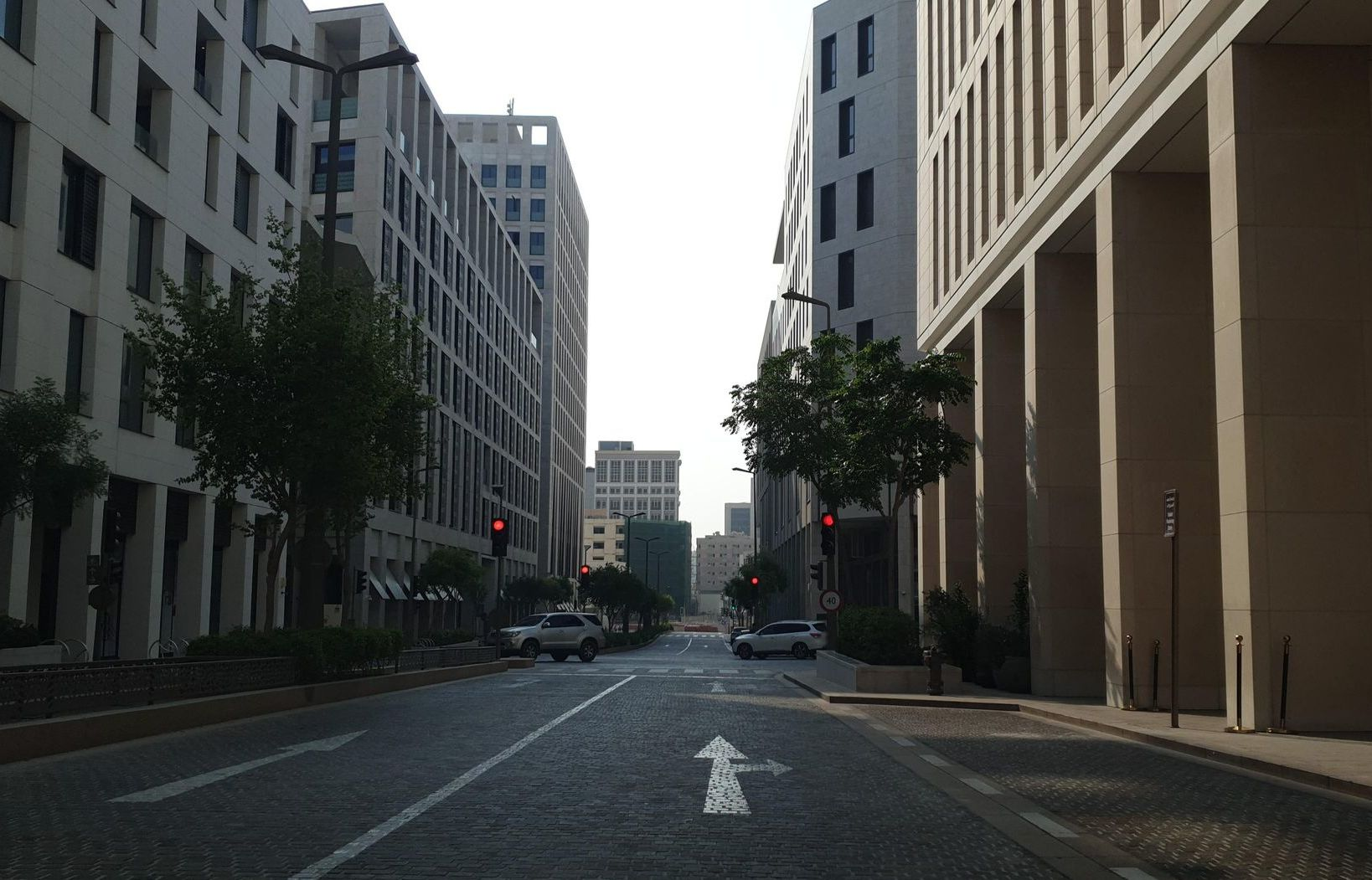
مشيرب قلب الدوحة على شارع عبدالله بن ثاني في عام 2021م.
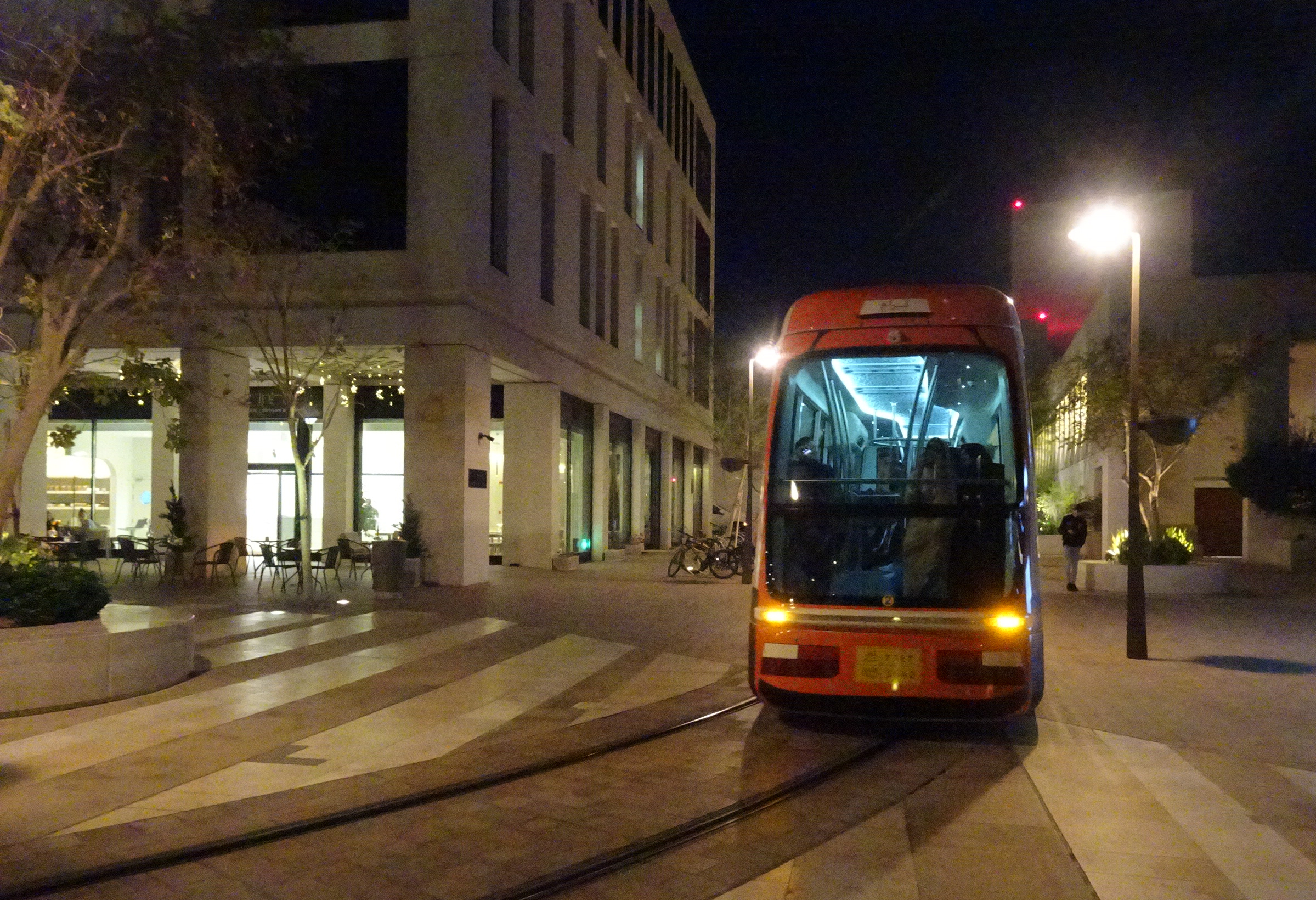
ترام مشيرب في الليل في مشيرب قلب المدينة.
متاحف مشيرب.